# Rodolfo Elizondo Torres

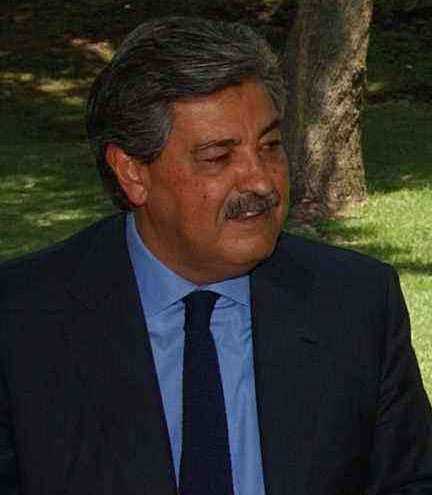
Rodolfo Elizondo Torres

Rodolfo Elizondo Torres (Victoria de Durango, 18 juli 1946) is een Mexicaans politicus van de Nationale Actiepartij (PAN). Sinds 2003 is hij minister van toerisme.
Elizondo studeerde bedrijfsadministratie aan het Instituut voor Technologie en Hogere Studies van Monterrey (ITESM). In 1983 sloot hij zich aan bij de PAN en werd in dat jaar tot burgemeester van zijn geboorteplaats gekozen. In 1986 en 1992 was hij kandidaat voor het gouverneurschap van Durango maar verloor beide keren. Van 1988 tot 1991 en van 1994 tot 1997 zat hij in de Kamer van Afgevaardigden en van 1997 tot 2000 in de Kamer van Senatoren.
Elizondo was campagneleider van Vicente Fox bij de presidentsverkiezingen van 2000 en werd in 2003 door Fox tot minister benoemd. Elizondo behield die positie bij het aantreden van Felipe Calderón in 2006.